# Kirkwood (cràter)
Kirkwood és un cràter d'impacte lunar ben format que es troba en la cara oculta de la Lluna, en l'hemisferi del nord. El Mentides només al nord-est del cràter Sommerfeld, i el cràter Hipòcrates es troba cap a l'est-nord-est.
El perímetre d'aquest cràter és generalment circular, amb algunes lleugeres osques externes particularment al sud-est. Es mostra molt poca aparença de desgast, i ni l'interior ni l'exterior de la muralla no estan marcats per cap cràter destacable.
La paret interna ha caigut una mica, i ha format un parell d'estructures de terrasses que s'estenen. El material expulsat interior s'estén en el bon sentit pel sòl interior, cobrint gairebé la meitat del diàmetre. En el punt mitjà apareixen diversos pujols menors que produeixen una formació de cim central.

## Cràters de satèl·lit
Per convenció aquestes característiques són identificades en mapes lunars posant la lletra en el costat del punt mitjà del cràter que està més a prop de Kirkwood.
| Kirkwood | Latitud | Longitude | Diàmetre |
| -------- | ------- | --------- | -------- |
| T        | 69.4° N | 165.2°    | 19km     |
| Y        | 72.2° N | 157.5°    | 19km     |